# Zipserit
A zipserit a szulfidásványok közé tartozó ásvány. Trigonális rendszerben kristályosodik, a ditrigonális szkalenoéderes kristályosztályba tartozik. Nevét Zipser Keresztély András geológusról nyerte. Eddigi egyetlen ismert előfordulását Magyarországon, a Börzsönyben fedezték fel 2022-ben.

## Keletkezése
A zipserit tudományos leírása még publikálás előtt áll, ezért kevés információ áll rendelkezésre. Az ásvány egyetlen ismert lelőhelyén, a börzsönyi Rózsa-hegyen az erősen bontott, részben breccsás szerkezetű miocén korú andezitben, dácitban található hidrotermás bizmut-réz-ólom-cink-ércesedés Magyarországon egyedülálló ásványegyüttest hozott létre. Az ércképződés két szakaszban történt, az első, magasabb hőmérsékleten keletkezett ásványegyüttesre a pirrhotin (Altáró), a második szakaszra az arzenopirit-pirit-bizmut és bizmutin (Alsó-Rózsa) jellemző. Az ércek elsősorban hintetten, ritkábban telérekben jelentek meg.

## Előfordulásai
A zipserit különlegessége, hogy eddig mindössze egyetlen lelőhelyről ismert. Nagybörzsönyhöz közel, a Börzsöny egyik jól ismert lelőhelyén, az egykor gazdag nemesfém-ércesedésről híres Alsó-Rózsa-táró meddőhányójának anyagában találták meg mikroszkopikus kristályait.
Kísérő ásványok: bizmutin, termésbizmut. A zipserit általában ez utóbbiba van belenőve.